# Kanton Mende-Sud
Kanton Mende-Sud (francouzsky Canton de Mende-Sud) je francouzský kanton v departementu Lozère v regionu Languedoc-Roussillon. Tvoří ho pět obcí.

## Obce kantonu
- Balsièges
- Brenoux
- Lanuéjols
- Mende (jižní část)
- Saint-Bauzile
- Saint-Étienne-du-Valdonnez